# Sistema sensorial

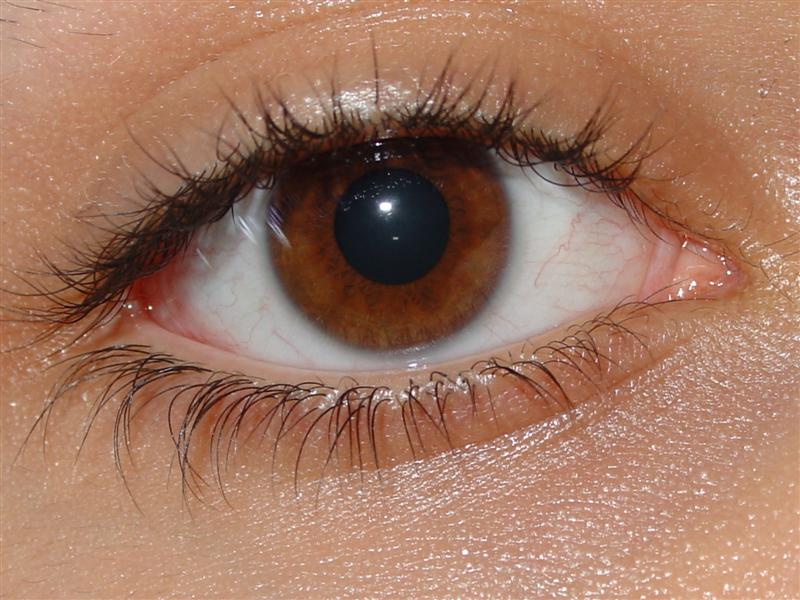
L'ull humà és el primer element del sistema sensorial: en aquest cas, la visió, per al sistema visual.

El sistema sensorial forma part del sistema nerviós i és el responsable de processar la informació sensorial. El sistema sensorial està format per receptors sensorials i parts del cervell implicades en la recepció sensorial. Els principals sistemes sensorials són: La vista, l'oïda, el tacte, el gust i l'olfacte.
Des de temps d'Aristòtil s'ha considerat que aquests eren els cinc sentits dels humans, però actualment se sap que l'espècie humana també disposa d'altres sentits que, entre d'altres, contribueixen a mantenir l'equilibri o transmeten informació sobre l'interior del propi cos.
El camp receptiu és la part específica del món que un òrgan i unes determinades cèl·lules del receptor responen. Per exemple, el camp receptiu d'un ull és la part del món que aquest pot veure.

## Naturalesa del sistema sensorial
La percepció és el primer procés cognoscitiu, a través del qual els subjectes capten informació de l'entorn, la raó d'aquesta informació és que utilitza la que està implícita en les energies que arriben als sistemes sensorials i que permeten a l'individu animal (incloent-hi l'home) formar-se una representació de la realitat del seu entorn. La llum, per exemple codifica la informació sobre la distribució de la matèria-energia en l'espaitemps, permetent una representació dels objectes en l'espai, el seu moviment i l'emissió d'energia lluminosa.
Al seu torn, el so codifica l'activitat mecànica en l'entorn a través de les vibracions de les molècules d'aire que transmeten les que s'esdevenen en les superfícies dels objectes al moure's, xocar, fregar, trencar, etc. En aquest cas són molt útils les vibracions generades en els sistemes de vocalització dels organismes, que transmeten senyals d'un organisme a un altre de la mateixa espècie, útils per a la supervivència i l'activitat col·lectiva de les espècies socials. El cas extrem és el llenguatge en l'home.
L'olfacte i el gust informen de la naturalesa química dels objectes, podent aquests ser altres plantes i animals d'interès com a potencials preses (aliment), depredadors o parelles. L'olfacte capta les partícules que es desprenen i dissolen en l'aire, captant informació a distància, mentre que el gust requereix que les substàncies entrin a la boca, es dissolguin en la saliva i entrin en contacte amb la llengua. No obstant això, tots dos treballen en sincronia. La percepció del sabor dels aliments té més d'olfactiu que gustatiu.
L'anomenat sentit del tacte és un sistema complex de captació d'informació del contacte amb els objectes per part de la pell, però és més intricat del que se suposava, pel que Gibson va proposar denominar sistema hàptic, ja que involucra les tradicionals sensacions tàctils de pressió, temperatura i dolor, tot això mitjançant diversos corpuscles receptors inserits en la pell, però a més les sensacions de les articulacions dels ossos, els tendons i els músculs, que proporcionen informació sobre la naturalesa mecànica, ubicació i forma dels objectes amb què s'entra en contacte. El sistema hàptic treballa en estreta coordinació amb la quinestesia que permet captar el moviment del cap en l'espai (rotacions i desplaçaments) i combinant amb la propiocepció, que són les sensacions abans esmentades, relacionades amb els músculs, els tendons i les articulacions, permet captar el moviment de la resta del cos, de manera que es té una percepció global del moviment corporal i la seva relació amb el contacte amb els objectes.
Aquest és un model virtual de la realitat que utilitza la informació emmagatzemada en les energies, procediments interns per descodificar i informació procedent de la memòria que ajuda a acabar i completar la descodificació i interpreta el significat del recuperat, donant-li significat, sentit i valor. Això permet la generació del model.
Mitjançant la percepció, la informació recopilada per tots els sentits es processa, i es forma la idea d'un sol objecte. És possible sentir diferents qualitats d'un mateix objecte, i mitjançant la percepció, unir-les, determinar de quin objecte provenen, i determinar al seu torn que aquest és un únic objecte.
Per exemple podem veure una cassola a l'estufa. Percebem l'objecte, la seva ubicació i la seva relació amb altres objectes. La reconeixem com el que és i avaluem la seva utilitat, la seva bellesa i el seu grau de seguretat. Podem sentir la dringadissa de la tapa en ser aixecada de forma rítmica pel vapor que es forma en entrar en ebullició el contingut. Olorem el guisat que s'està cuinant i ho reconeixem. Si la toquem amb la mà percebem el dolor de la cremada (cosa que genera un reflex que ens fa retirar la mà), però també la calor i la duresa del trasto. Sabem on estem respecte a l'objecte i la relació que guarda cada part d'ell respecte a ella. En poques paraules, som conscients de la situació.
Llavors, com s'ha indicar abans, la percepció recupera els objectes, situacions i processos a partir de la informació aportada per les energies (estímuls) que incideixen sobre els sentits.
Per fer més clar això vegem el cas de la visió. Aquest sistema respon a la llum, la reflectida per la superfície dels objectes. Les lents de l'ull fan que, de cada punt de les superfícies visibles, aquesta es torni a concentrar en un punt de la retina. D'aquesta manera cada receptor visual rep informació de cada punt de la superfície dels objectes. Això forma una imatge, la qual cosa implica que aquest procés està organitzat espacialment, ja que la imatge és una projecció bidimensional del món tridimensional. No obstant això, cada receptor està responent individualment, sense relació amb els altres. Aquesta relació es recuperarà més endavant, determinant els contorns i les superfícies en la seva configuració tridimensional, s'assignaran colors i textura i percebrem contorns no visibles. s'estructuraran objectes i aquests seran organitzats en relació entre ells. Els objectes seran reconeguts i identificats.
Aquest procés es donarà amb la constant interacció entre el que entra dels receptors, les regles innates en el sistema nerviós per interpretar-lo i els continguts en la memòria que permeten relacionar, reconèixer, fer sentit i generar una cognició de l'objecte i les seves circumstàncies. És a dir es genera el model més probable, amb totes les seves implicacions per al perceptor.
La percepció és a la base de l'adaptació animal, que és heteròtrofa. Per poder menjar les plantes o altres animals dels que es nodreixen, els animals requereixen informació de l'entorn que guien les contraccions musculars que generin la conducta, que els permet acostar-se i devorar la seva presa (planta o animal).
D'aquesta manera, la simple resposta a les sensacions, és a dir a l'efecte directe dels estímuls, no va ser suficient, l'evolució va desenvolupar gradualment formes de recuperar la implicació que tenien els estímuls en relació als objectes o processos dels que provenien; es forma així els processos perceptuals.
En comptar amb un sistema nerviós eficient, aquest es comença a utilitzar per a altres funcions, com el sexe, la sociabilitat, etc. Per això, la percepció és un procés adaptatiu i base de la cognició i la conducta.

## Estímuls
Cada estímul té quatre aspectes: tipus (modalitat), intensitat, localització i duració. Certs receptors són sensibles a certs tipus d'estímuls (per exemple, diversos mecanoreceptor responen el millor possible a diverses classes d'estímuls al tacte). Els receptors, després d'haver desenvolupat un procés de transducció sensorial, envien impulsos seguint certs patrons per a enviar la informació sobre la intensitat d'un estímul (per exemple, un so sorollós). La localització del receptor serà la que donarà la informació al cervell sobre la localització de l'estímul (per exemple, estimular un mecanoreceptor en un dit enviarà la informació al cervell sobre aquell dit). La duració de l'estimul és transportada fins als receptors.

## Òrgans sensorials segons l'estímul que detecten

### Llum
Les ones electromagnètiques detectables amb els ulls són denominades llum. Alguns animals són capaços de detectar la llum ultraviolada, que té una longitud d'ona més curta. Alguns animals poden detectar l'infraroig com a "llum" mitjançant ulls o òrgans especials.
- Llum ultraviolada: molts insectes, alguns rèptils i ocells, peixos de les profunditats (ulls)
- Llum visible: longituds d'ona des de 380 nm (violat) fins a 760 nm (roig) → sentit de la vista
- Llum infraroja: alguns peixos d'aigua dolça poden detectar-la amb els ulls.

Estímuls: fonts lumíniques. Estructures receptores: retina amb bastons i cons.

### Sons
- Ultrasons: longitud d'ona de ~20 kHz (17,5 mm) – 200 kHz (1,7 mm) → Les orelles de certs animals com els ratpenats i els dofins
- Sons audibles: 16–20000 Hz → les orelles (sentit de l'oïda) dels humans
- Infrasons: 16–0 Hz → les orelles de determinats animals com els elefants i els mussols, i una baixa transmissió al tacte
- Oscil·lacions → receptors tàctils de la pell (tacte) o pèls tàctils i receptors de vibracions en els insectes i les aranyes

### Temperatura
- Rajos infrarojos/calor: longitud d'ona de 750 nm-0,01 mm → receptors de la calor i el fred de la pell (termorecepció); en les serps, les fossetes loreals[3][4][5]

### Pressió i moviment
- Pressió → Receptors tàcils de la pell (tacte)
- Contacte → Receptors tàcils de la pell (tacte)
- Pressió i moviment de l'aigua → línia lateral dels peixos[6]
- Moviment → Aparell vestibular de l'orella interna (sentit de l'equilibri)
- Posició de les parts del cos → Receptors dels músculs i articulacions (òrgan tendinós de Golgi, fus muscular) i l'òrgan cordotonal en els insectes.

## Sistema visual
La visió és un sentit que consisteix en l'habilitat de detectar la llum i d'interpretar-la (veure). La visió és pròpia dels animal és tenint aquests un sistema dedicat a ella anomenat sistema visual. La visió artificial estén la visió a les màquines.
El sentit de la vista permet que el cervell percebi les formes, els colors i el moviment, aquesta és la manera en què veiem el món.
La primera part del sistema visual s'encarrega de formar la imatge òptica de l'estímul visual a la retina (sistema òptic). Aquesta és la funció que compleixen la còrnia i el cristal·lí de l'ull.
Les cèl·lules de la retina formen el sistema sensorial de l'ull. Les primeres a intervenir són els fotoreceptors, que capturen la llum que incideix sobre ells. Els seus dos tipus són els cons i els bastons. Altres cèl·lules de la retina s'encarreguen de transformar aquesta llum en impulsos electroquímics i en transportar fins al nervi òptic. Des d'allà, es projecten a importants regions com el nucli geniculat lateral i l'escorça visual de cervell.
Al cervell comença el procés de reconstruir les distàncies, colors, moviments i formes dels objectes que ens envolten.
L'ull és l'òrgan encarregat de la recepció dels estímuls visuals, compta amb una arquitectura exquisida i altament especialitzada producte de milions d'anys d'evolució en els animals.
El Globus ocular té tres embolcalls, que de fora cap a dins són:
1. Túnica Fibrosa Externa: Que es compon de dues regions: Escleròtica i Còrnia
2. Túnica Vascular Mitjana (úvea): Aquesta conformada per tres regions, la coroide, el cos ciliar i l'iris.
3. Retina o Túnica Neural: es compon de 10 capes, que des de l'exterior a l'interior del globus es denominen: Epiteli pigmentat, Capa de cons i bastons (receptora), Membrana limitant externa, Capa nuclear externa, Capa plexiforme externa, Capa nuclear interna, Capa plexiforme interna, Capa de cèl·lules ganglionars, Capa de fibres del nervi òptic, Membrana limitant interna.

A més d'aquestes capes, l'ull té cavitats:
- Cavitat vítria, que conté l'humor vitri, i es troba darrere del cristal·lí, conformant el nucli transparent, gelatinós del globus ocular.

- Cambra posterior; situada davant del cristal·lí, i posterior a l'iris, conté humor aquós.

- Cambra anterior, ubicada entre la còrnia (cap endavant) i l'iris i cristal·lí (enrere) també conté humor aquós.

El nervi òptic es forma per la reunió dels axons de les cèl·lules ganglionars. El nervi òptic surt a prop del pol posterior de l'ull i es dirigeix cap enrere i medialment, per unir-se en una estructura anomenada quiasma òptic, on les fibres provinents de les hemirretinas externes es mantenen en les cintetes òptiques corresponents a la seva mateixa banda, mentre que les fibres de les hemirretinas nasals, creuen a la cintetes òptiques del costat oposat.
Després les cintetes òptiques es dirigeixen als cossos geniculats medials (localitzats a la cara posterior del tàlem), i es reuneixen novament a l'anvers geniculocalcarino, que es dirigeix cap al lòbul occipital de l'escorça cerebral, per distribuir-se en la regió que envolta la cissura calcarina, corresponent a les àrees de Brodmann, 17, 18 i 19, àrea visual primària i associatives respectivament.
En el seu recorregut aquestes fibres brinden petites branques, cap al nucli supraquiasmàtic del hipotàlem.

## Sistema auditiu

Anatomia de l'orella humana:
1: Orella externa: 2: Pavelló auricular, 3: Conducte auditiu extern, 4: Timpà.
5: Orella mitjana: 4: Timpà, 6: Ossicles: 7: Martell, 8: Enclusa, 9: Estrep. 10: Caixa timpànica.
13: Orella interna:
14: Laberint: 16: Vestíbul: 17: Finestra oval, 18: Finestra rodona. 19: Còclea.
20: Nervi vestibular, 21: Nervi coclear, 22: Conducte auditiu intern.
Altres: 11: Os temporal, 12: Trompa d'Eustaqui, 23: Nervi auditiu.

El sistema auditiu és el conjunt d'òrgans que fan possible el sentit de l'oïda en un ésser viu, és a dir, el faculten per ser sensible als sons.
El procés de l'audició implica que es conjuguen dos tipus de processos:
- fisiològics: Es capta l'so i s'envia al cervell. Els òrgans que participen en aquesta part del procés conformen el sistema auditiu perifèric.
- psicològics: Interpreten aquests sons, els reconeixen i els doten de significat. Els òrgans que permeten aquesta percepció del so conformen l'anomenat sistema auditiu central.

### Sistema auditiu perifèric
El sistema auditiu perifèric és el responsable dels processos fisiològics de l'audició. Aquests processos són els que permeten captar el so i transformar-lo en impulsos elèctrics susceptibles de ser enviats al cervell a través dels nervis auditius.
El sistema auditiu perifèric el constitueix l'orella.
L'orella humana es divideix en tres parts:
1. Orella externa, que canalitza l'energia acústica.
2. Orella mitjana, que transforma l'energia acústica en energia mecànica, transmetent - i amplificant fins a l'orella interna.
3. Orella interna, on es realitza la definitiva transformació de l'energia mecànica en impulsos elèctrics.

### Sistema auditiu central
El sistema auditiu central està format per:
1. Les 30.000 neurones que conformen el nervis auditius i s'encarreguen de transmetre els impulsos elèctrics al cervell per al seu processament.
2. Els sectors del nostre cervell dedicats a l'audició.

A través dels nervis acústics, el cervell rep patrons que contenen la informació característica de cada so i els compara amb altres emmagatzemats a la memòria (l'experiència passada) per poder identificar-los.
Encara que la informació rebuda no es correspongui amb la informació que la memòria té emmagatzemada, el cervell intentarà igualment adaptar-la a algun patró que li sigui conegut, a qui consideri que més se li sembla.
Si és impossible trobar algun patró que s'assembli a la informació rebuda, el cervell té dues opcions: el rebutja o ho emmagatzema. Si ho emmagatzema, el converteix en un nou patró susceptible de ser comparat.
El cervell processa la informació en funció de tres graus
1. En un primer nivell, el cervell identifica el lloc de procedència del so (la seva localització), per a això té en compte l'escolta binaural humana, és a dir, el fet que l'home rep dos senyals simultanis i diferents d'un mateix so.
2. En un segon nivell, el cervell identifica el so pròpiament dit, és a dir, les seves característiques tímbriques.
3. En un tercer nivell, es determinarien les propietats temporals dels sons. La seva rellevància en funció dels sons que el succeeixen o antecedents (efecte Haas, emmascarament sonor i altres processos psicoacústics que afecten la forma en què és percebut el so.

## Sistema somatosensorial
El sistema somatosensorial o mecanorrecepció és aquell que permet als organismes percebre qualitats dels objectes i mitjans com la pressió, temperatura, aspror o suavitat, duresa, etc.
El sentit del tacte es troba principalment en la pell, òrgan en el qual es troben diferents classes de receptors nerviosos que s'encarreguen de transformar els diferents tipus d'estímuls de l'exterior en informació susceptible de ser interpretada pel cervell.
La sensibilitat tàctil es divideix en dos tipus, els quals, per arribar a l'encèfal, segueixen vies sensitives diferents:
- Sensibilitat protopàtica: és la sensibilitat més primitiva i difusa, poc o gens diferenciada, que respon a tots els excitants cutanis dolorosos, a la calor i al fred extrems i al tacte groller, el subjecte no pot localitzar amb exactitud el[Cal aclariment]
 en què obra l'estímul, ni discriminar. Aquesta sensibilitat és la primera que reapareix quan un nervi pateix una lesió. La segona neurona es creua a l'alçada de la medul·la.
- Sensibilitat epicrítica: és la que assegura una discriminació més fina, localitzada i exacta, permeti apreciar l'estímul de poca intensitat, normalment exerceix influència inhibitòria sobre el sistema protopàtic, sent aquesta més recent. (Responsable de la capacitat de reconèixer formes i mides). En canvi a l'altra, la segona neurona es creua a l'alçada del bulb raquidi.

La sensibilitat termoalgésica (temperatura i dolor) es transmet a l'encèfal per una via diferent.

## Sistema gustatiu

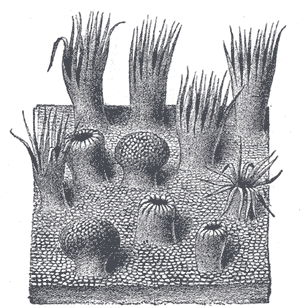
Imatge on es poden observar diverses papil·les gustatives

La funció del gust és permetre la selecció d'aliments, distingir entre aliments comestibles i substàncies verinoses. Per tant, la fisiologia del gust és la part de la fisiologia que s'encarrega de l'estudi i investigació dels mecanismes mitjançant els quals es rep i percep el gust dels aliments i elements que ens portem a la boca, part del cos on s'ubiquen els seus receptors. Abans d'explicar en detall en què consisteix, cal fer una distinció entre sabor i gust, ja que no són la mateixa cosa. Sabor integra tot la informació sensitiva rebuda a la boca: olor, gust, textura, temperatura ... El gust, en canvi, ens dona informació sobre la identitat dels elements, la seva concentració i afectivitat (grat o desgrat).
Una creença errònia pel que fa a la percepció gustativa és que només hi ha quatre tipus de sabors, els receptors es troben repartits de forma parcel·lada i exclusiva en determinades regions de la llengua. No hi ha només quatre sabors bàsics, com generalment es pensa. Hi ha altres menys comuns, però que mai podrien sorgir de la combinació d'aquests quatre, com el umami o el "gust metàl·lic". A més, en tota la llengua hi ha receptors que responen a tots els gustos, encara que el llindar d'activació d'aquests receptors (és a dir, la quantitat de sabor "necessària perquè aquests s'activin i detectin el gust") varia a cada regió. També hi ha receptors gustatius a paladar, faringe i part superior de l'esòfag, no només en la llengua.
A grans trets, podem dir que la informació del gust és recollida en la llengua, òrgan especialitzat en la seva recepció, concretament en els seus receptors nerviosos especialitzats per a aquesta tasca, que són les papil·les gustatives. Aquestes transformen l'estímul sensorial (el "gust") en un impuls elèctric, anomenat potencial d'acció, que és transmès a les neurones connectades a aquests receptors i el porten fins al cervell per la seva via nerviosa específica. En el cervell rep i processa aquesta informació, fent-se conscient.

## Sistema olfactiu

Sistema olfactiu. 1: Bulb olfactiu 2: cèl·lules mitrals 3: Os 4: Epiteli nasal 5: glomèruls 6: Cèl·lules receptores olfactives

El sistema olfactiu o aparell de l'olfacció és el sistema sensorial utilitzat per detectar les olors. Aquest sistema és sovint considerat, juntament amb el sistema gustatiu, com els sentits químic-sensorials, ja que ambdós converteixen els senyals químics en percepció.
El sistema olfactiu té diversos propòsits:
- Crea una representació de l'olor.
- Determinar la concentració de l'olor.
- Distingir una nova olor d'entre les olors ambientals en segon pla.
- Identificar les olors en diferents concentracions.
- Relacionar l'olor amb el record del que representa.

Per dur a terme aquestes funcions, el sistema utilitza moltes zones cerebrals. Les representacions oloroses poden estar codificades en un espai (un patró de neurones activades en una certa regió cerebral corresponen a l'olor), temps (un patró d'impulsos nerviosos duts a terme per múltiples neurones corresponen a l'olor) o la combinació dels dos. Els científics debaten si el codi odorífer és principalment temporal o espacial.
La part externa del sistema olfactiu, el nas, té una forma triangle piramidal, a la part superior a nivell de les celles està al solc nasopalpebral, més avall el nasogenians fins a arribar als narius, on hi ha el solc nasolabials, a dalt de l'orifici bucal. La seva composició és més aviat ossiocartilaginosa mucosa.
El sistema olfactiu en l'ésser humà està format per: nas, fosses nasals, mucosa nasal o pituïtària i cavitats annexes. A més el componen diverses zones cerebrals. Algunes de les estructures implicades en ell són:
- Fora del cervell: L'epiteli olfactiu (a la cavitat nasal), l'òrgan de Jacobson, el nervi olfactiu.
- Al cervell: Bulb olfactori, paleoescorça, amígdala de l'hipocamp, còrtex entorinal.

## Sistema vestibular

Esquema del laberint membranós, amb dos seccions: d'un conducte semicircular i de part de la còclea:
1: Perilimfa, 2: Endolimfa.
Sistema vestibular:
3: Conductes semicirculars: 4: Posterior, 5: Horitzontal, 6: Superior, 7: Ampul·la.
8: Vestíbul: 9: Òrgans amb otòlits, 10: Utricle, 11: Sàcul, 12: Màcules: de l'utricle i del sàcul. 13: Conducte endolimfàtic.
Altres: 17: Còclea. 22: Orella mitjana. En verd: Nervis (del sistema vestibular en surten les branques del vestibular). En groc: Os temporal.

El sistema vestibular, és el que contribueix al nostre equilibri i el nostre sentit de l'orientació espacial, és el sistema sensorial que proporciona l'entrada dominant sobre el moviment i l'equilibri. El sentit de l'equilibri permet a humans i animals caminar sense caure. Alguns animals són millors en això que els humans, per exemple, els gats, que poden caminar sobre una tanca finíssima amb la seva orella interna i cua per equilibrar.
Totes les formes de equilibriocepció es poden definir com detecció de l'acceleració. Es determina pel nivell d'un fluid anomenat endolimfa al laberint, que és un complex conjunt de tubs dins l'orella interna.
En interrompre el sentit de l'equilibri es produeixen marejos, desorientació i nàusees. L'equilibri es pot veure afectat per la malaltia de Ménière, una infecció de l'orella interna que pot ser produïda per un refredat sever, una infecció del pit, o altres diverses condicions mèdiques. També pot ser afectat temporalment per moviments ràpids i vigorosos, per exemple, després de donar voltes en una atracció de fira.
La majoria dels astronautes senten que el seu sentit de l'equilibri es troba afectat estant en òrbita, ja que es troben en una caiguda lliure constant. Això causa una forma de mareig anomenada mareig espacial.
L'equilibriocepció d'animals invertebrats és completament diferent, i resideix en un altre òrgan anomenat estatòcist, que detecta la posició de petites roques calcàries per determinar cap on és "dalt".
Els estatocists són els òrgans de l'equilibri dels invertebrats. Són de forma rodona, amb un epiteli de cèl·lules ciliades, líquid i estatòlits al seu interior. Aquests últims són estructures calcàries que en moure's per l'efecte de la pressió ocasionat per la gravetat i el moviment propi de l'animal, es posen sobre l'epiteli ciliat, el qual mitjançant connexions nervioses, envia la informació al centre elaborador de la posició en la qual es trobi.
El seu equivalent en vertebrats correspon als otòlits, situats en l'orella mitjana, de manera que en ells es parla d'una sistema estato-acústic.

## Sinestèsia

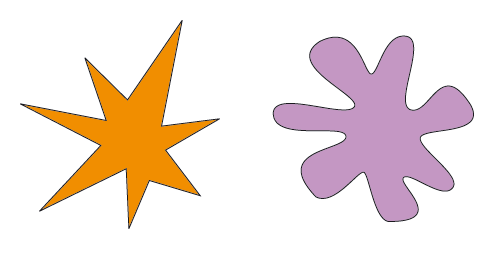
Aquesta imatge es fa servir en un test per demostrar que l'ésser humà no assigna els sons als objectes arbitràriament. El test és el següent: imagineu que una tribu remota denomina una d'aquestes dues formes Booba i l'altra Kiki. Tracteu d'endevinar quin és quin i cliqueu a la imatge per a valorar la vostra resposta.

Associació de Scriabin entre notes i colors.

La sinestèsia, en neurologia, és la barreja d'impressions de sentits diferents. Un sinestètic pot, per exemple, sentir colors, veure sons, i percebre sensacions gustatives en tocar un objecte amb una textura determinada. La sinestèsia és un efecte comú d'algunes drogues psicodèliques, com l'LSD, la mescalina o alguns fongs tropicals.
Els sinestètics perceben amb freqüència correspondències entre tons de color, tons de sons i intensitats dels sabors de forma involuntària. Per exemple, un sinestètic pot veure un vermell amb més intensitat quan un so es torna més agut, o tocar una superfície més suau li pot fer sentir un sabor més dolç. Aquestes experiències no són metafòriques o meres associacions sinó percepcions, i la depressió tendeix a augmentar la seva força.
La sinestèsia pot ocórrer fins i tot quan un dels sentits està corromput. Per exemple, una persona que pot veure colors quan sent paraules pot seguir percebent aquests colors encara que perdi la visió durant la seva vida. Aquest fenomen rep també el nom de "colors marcians", terme que es va originar després d'un cas d'un sinestètic que va néixer parcialment daltònica però deia veure colors 'alienígenes', que era incapaç de veure en el sentit habitual del terme i que en realitat percebia degut a la seva sinestèsia.
La primera descripció d'aquest fenomen la va realitzar el Doctor Georg Tobias Ludwig Sachs el 1812. I es dona amb més freqüència entre els autistes. Alguns tipus d'epilèpsia provoquen també percepció sinestèsica.
La sinestèsia no és un fenomen freqüent. Anteriorment se suposava que la sinestèsia era molt rara, però avui en dia alguns científics han suggerit que és 88 vegades més comú del que se suposava; és possible que el fenomen passi en una de cada 23 persones. Una causa de la diferència en aquestes estadístiques és que els sinestèsics no solen reconèixer que la majoria de la gent no té aquesta capacitat. El tipus de sinestèsia en el qual les persones veuen colors quan escolten o llegeixen lletres i números és el més freqüent, fins a 1% de persones. Altres persones assaboreixen sons i colors, entre d'altres.
Noves investigacions mostren que la sinestèsia passa molt més freqüentment del que es pensava. És difícil descriure les capacitats dels sinestèsics perquè hi ha moltes classes. Alguns sinestèsics són extraordinaris i posseeixen una profunda sensibilitat musical, car poden distingir i identificar sons que, a nivell conscient, no són fàcilment percebuts per altres humans "normals" la qual cosa moltes persones solen relacionar amb l'"oïda absoluta".
Alguns sinestèsics es delecten escoltant òpera, visualitzant molts colors i sabors. La creativitat és una altra característica d'aquestes persones.
Actualment es realitzen investigacions amb persones en gran part del món i s'ha descobert que també tenen excel·lent memòria i poder de recordar fets, encara que les capacitats extraordinàries no són una condició comuna a tots els sinestèsics.